# Musikåret 1875

## Händelser

### Mars
- 3 mars – Georges Bizets opera Carmen, med libretto och sångtexter av Henri Meilhac och Ludovic Halévy uruppförs i Paris, Frankrike[1].
- 25 oktober – Tjajkovskijs Pianokonsert nr 1 uruppförs i Boston, Massachusetts med Hans von Bülow som solist.

## Födda
- 8 januari – Sara Cahier, amerikansk operasångare (alt).
- 11 januari – Reinhold Glière, rysk tonsättare.
- 2 februari – Fritz Kreisler, österrikisk violinist och tonsättare.
- 7 februari – Erkki Melartin, finländsk tonsättare.
- 8 februari – Georgette Leblanc, fransk skådespelare, sångare och författare.
- 11 februari – Sara Wennerberg-Reuter, svensk organist och tonsättare.
- 26 februari – Richard Wetz, tysk dirigent och tonsättare.
- 28 februari – Viliam Figuš-Bystrý, slovakisk tonsättare.
- 7 mars – Maurice Ravel, fransk pianist och kompositör.
- 4 april – Pierre Monteux, fransk dirigent.
- 5 april – Mistinguett, fransk sångare och dansare.
- 4 augusti – Manolita de Anduaga, svensk konsertpianist och tonsättare.
- 9 augusti
  - Albert W. Ketèlbey, engelsk tonsättare.
  - Reynaldo Hahn, fransk tonsättare.
- 15 augusti – Samuel Coleridge-Taylor, engelsk tonsättare.
- 22 september – Mikalojus Konstantinas Čiurlionis (död 1911), litauisk konstnär och kompositör.
- 9 november – Helge Kihlberg, svensk dansare och skådespelare.

## Avlidna
- 25 januari – Leopold Jansa, 79, böhmisk-österrikisk violinist och tonsättare.
- 1 februari – William Sterndale Bennett, 58, brittisk tonsättare.
- 8 februari – Per Ulrik Stenhammar, 45, svensk arkitekt och tonsättare.
- 23 februari – Louise Michaëli, 44, svensk operasångare.
- 15 mars – Christian Julius Hansen, 60, dansk musiker.
- 17 mars – Ferdinand Laub, 43, tjeckisk violinist.
- 19 mars – Jean-Baptiste Vuillaume, 76, fransk violinbyggare.
- 3 juni – Georges Bizet, 36, fransk tonsättare.
- 15 juni – Johan Peter Cronhamn, 72, svensk musiker och tonsättare.
- 15 september – Louise Farrenc, 71, fransk kompositör och pianist.

### Fotnoter
1. ↑  ”San Diego Opera”. Arkiverad från originalet den 4 juni 2011. https://web.archive.org/web/20110604034402/http://sdopera.com/Operapaedia/Carmen. Läst 23 mars 2011.